# Bailliage de Wikon
Le bailliage de Wikon est un bailliage du canton de Lucerne depuis 1485. 

## Histoire
Le château appartenait probablement aux seigneurs de Wikon (Rudolf est mentionné en 1352), puis aux Thierstein, aux Falkenstein et aux Büttikon. Il a été rénové en 1568, après avoir subi de graves dégradations lors de la guerre des paysans de 1653.

## Baillis
Les baillis sont les suivants :
- 1487-1489 : Ludwig Feer[2] ;
- 1490 Hans Jans
- 1496 Mauriz von Mettenwyl
- 1503 Hans im Hoof
- 1505 Ludwig Schürpf
- 1507 Martin von Heerenweg
- 1509 Leodegari Weidhaas
- 1525 Dietrich Eglin
- 1531 Rennward Göldlin
- 1537 Jost Krcbsinger
- 1549. Jost von Mettenwyl
- 1553 Heinrich Ritter
- 1555 Gabriel Feyrabend
- 1559 Beat Schürpf
- 1562 Jacob Umgelter
- 1569 Gilg Grebel
- 1573 Jost Ruß
- 1576 Hans von Mettenwyl
- 1577 Caspar Haas
- 1591 Hans Caspar von Sonnenberg
- 1601 Heinrich Bircher
- 1607-1609 : Jakob Bircher[3] ;
- 1609 Heinrich Peyer
- 1615 Hans Cloos
- 1621-1624 : Jost Bircher[4] ;
- 1624 Niclaus Holdermeyer
- 1630 Hans Cbristof Cloos
- 1636 Hans Ludwig Peyer
- 1641-1646 : Ludwig Amrhyn[5] ;
- 1646 Franz Erasmus von Hertenstein
- 1647 Jost Schuhmacher
- 1653 Ludwig Pfyfer
- 1657 Ludwig Dürler
- 1658 Ludwig Schuhmacher
- 1662 Jost Ulrich von Sonnenberg
- 1668 Waltere an der Allmend
- 1673 Franz Lorenz von Fleckenstein
- 1678 : Lorenz Franz Fleckenstein[6] ;
- 1684 Niclaus Cloos
- 1689 Hans Jost Bircher
- 1694 Ludwig Cysat
- 1699 Jost Carli Rüttimann
- 1705 Joseph Christof Pfyffer
- 1711 Ignati Aurelian Zurgilgen
- 1717-1723 : Ludwig Thaddäus Mayr von Baldegg[7] ;
- 1723 Caspar Ludwig Thüring Pfyffer
- 1725 Franz Conrad von Sonnenberg
- 1728 Franz Rudolf Ignari Dürler
- 1734 Johann Martin Schnider
- 1740 Jacob von Sonnenberg
- 1746 Joseph Ludwig Xaveri Balthasar
- 1748 Georg Joseph Franz Antoni Conrad Gilli
- 1754 Franz Xaveri Benedict Zurgilgen
- 1760 Johann Baptist Carl Martin Bernhard Felix Pfyffer
- 1762 Jost Melchior Zurgilgen